# 劉增銓
劉增銓（1904年12月10日—？）是台灣檢察官、法官、律師，台中縣（現台中市）出身，日治時代在日本內地擔任檢事（檢察官）。

## 略歷
台北師範學校畢業後，通過文官高等試驗司法科合格，任京都地方裁判所檢事局檢事。戰後，任台北地方法院法官，後轉任律師。